# Gaëtan Dugas
Pour les articles homonymes, voir Dugas.
Gaëtan Dugas, né le 20 février 1953 à Québec où il est mort le 30 mars 1984, est un agent de bord québécois d'Air Canada, un des premiers cas identifiés de patients atteint du sida aux États-Unis. Il a été accusé par les médias d'avoir été la première personne contaminée par le VIH dans le pays, avant que la cause de l'épidémie ne soit identifiée, et surnommé « patient zéro », alors qu'il a été prouvé depuis que ce n'est pas le cas.

## Maladie
Voyageant beaucoup en raison de sa profession de steward, ouvertement homosexuel, séduisant et à l'activité sexuelle conséquente, Gaëtan Dugas est atteint en juin 1980 de la maladie de Kaposi, un des symptômes de la maladie identifiée l'année suivante au sein des communautés gay de Californie et de New York et vite surnommée « cancer gay », qui sera par la suite nommée sida. 
Il coopère activement à une des premières recherches sur l'épidémie aux États-Unis, une étude de groupe menée par le CDC (Centres pour le contrôle et la prévention des maladies) dont il est le « patient 57 ». Il permet aux chercheurs de retrouver parmi ses multiples partenaires huit patients atteints du sida, quatre vivant sur la côte Est et quatre en Californie, et par leur intermédiaire à plus de 40 autres, ce qui contribue à établir la probable transmission sexuelle de la maladie.

## Réputation de «patient zéro»
Dans une étude épidémiologique de 1984, il est appelé patient « O » (pour Out of California, « hors de Californie »), ce qu'une erreur de lecture transforme en « patient zéro ». En 1987, Gaëtan Dugas est nommément cité dans le livre And the Band Played On du journaliste Randy Shilts, dont l'objectif était d'attirer l'attention du grand public sur cette maladie qu'on pensait alors réservée aux gays. Son cas est mis en avant pour la promotion du livre et la presse en fait vite le bouc émissaire idéal, un étranger, première personne infectée aux États-Unis et coupable à leurs yeux d'avoir répandu l'infection parmi les gays du pays.
La période incubatoire du VIH étant désormais mieux connue, l’étude fut contestée par l’existence de cas de sida bien antérieurs à celui de Gaëtan Dugas. Le séquençage de son ADN le démontre définitivement en 2016. Une analyse génomique d'échantillons de sang montra que l'épidémie nord-américaine aurait très vraisemblablement commencé à New York dans les années 1970, et que Gaëtan Dugas n'est donc qu'un des premiers cas parmi d'autres de contamination aux États-Unis, sans en être à l'origine,,,,.

## Controverse
Toujours dans And the Band Played On: politics, people, and the AIDS epidemic, Randy Shilts affirme que, jusqu'à son décès le 30 mars 1984, à l'âge de 31 ans, Dugas aurait continué à avoir des rapports sexuels non protégés. Prévenu du risque qu'il faisait courir à ses partenaires, il arguait que la transmission par voie sexuelle n'était alors qu'une hypothèse non démontrée. Toujours selon Shilts, Dugas aurait pris l'habitude d'aviser ses partenaires après le passage à l'acte : « J'ai le cancer homo ; je vais en mourir, toi peut-être aussi… » Lors d'un entretien médical, il aurait déclaré : « Je l'ai eu ; ils peuvent l'avoir aussi. » Toutefois, dans le film How to Survive a Plague de David France (en), en 2016, l'éditeur de Shilts est revenu sur ces affirmations et exprimé le regret d'avoir « pris la décision consciente de dénigrer Dugas dans le livre et la campagne publicitaire afin d'en stimuler les ventes ».

## Dans les médias

### Ouvrages
- Randy Shilts, And the Band Played On, 1987.
- Clément Xavier et Héloïse Chochois, Randy Shilts et la fake news du patient zéro, bande dessinée, Glénat, 2024.

### Cinéma
- Les Soldats de l'espérance (And the Band Played On, 1993), film de Roger Spottiswoode basé sur le livre éponyme de Randy Shilts. Gaëtan Dugas y est interprété par Jeffrey Nordling ;
- Zero Patience (1993), film de John Greyson ;
- Sida : le patient zéro (Killing Patient Zero, 2019), film documentaire canadien réalisé par Laurie Lynd (en)[2].